# Kaltenborn (Bad Salzungen)
Kaltenborn ist seit 1973 ein Stadtteil von Bad Salzungen im Wartburgkreis in Thüringen.

## Geografie
Kaltenborn liegt drei Kilometer (Luftlinie) südlich von Bad Salzungen. Es umfasst neben dem Kerndorf auch die im Norden gelegenen Sorghöfe. Bis dicht an die Ortslage reicht der Standortübungsplatz der Werratal-Kaserne in Bad Salzungen. Die für die Ausbildung benötigten Schießplätze und Übungsgelände prägen heute das Bild der Landschaft. In der Nähe des Ortes verläuft die Bundesstraße 285. Der südliche Teil der Gemarkung ist bewaldet und bildet zugleich den Südrand des Werratals.
Höchste Erhebung ist der Schneckenberg (528 m ü. NN). Zum Gewässernetz gehört auch der Polsambach, an dessen Oberlauf befand sich bis in das 19. Jahrhundert eine gleichnamige Waldarbeitersiedlung, deren Ursprünge bis in das hohe Mittelalter zurück reichen.

## Geschichte
Kaltenborn wurde am 22. März 1323 erstmals urkundlich erwähnt.
Neben einer Waldsiedlung am Polsambach und den Sorghöfen erhob sich unweit von Kaltenborn auf einer vorspringenden Kuppe die Hunburg – wohl eine schon in frühgeschichtlicher Zeit bedeutsame Befestigung, die aber wegen des militärischen Sperrgebietes bisher nicht wissenschaftlich untersucht werden konnte.
Später bestimmte das Geschlecht der Herren von Frankenstein über den Ort, der auch in der 1330 erstellten Urkunde (sogenannter „Frankensteiner Verkaufsbrief“) Berücksichtigung fand.
Über die jüngere Geschichte ist wenig bekannt. Der Ort fiel im Dreißigjährigen Krieg mehrfach durchziehenden Heerhaufen zum Opfer und brannte nieder. Die Pfarrkirche und Schule befand sich in Langenfeld. Um 1810 hatte nach Ermittlungen von Walch Kaltenborn 28 Wohnhäuser und 160 Einwohner.
Heute leben im Ort etwa 500 Einwohner die überwiegend in der nahen Kernstadt arbeiten. Die Anlage des in der DDR-Zeit angelegten, heute zur Werratal-Kaserne gehörenden Militärgeländes östlich des Ortsteils hatte Auswirkungen auf die landwirtschaftliche Nutzung der Wiesen und Felder. Ein Großteil des Geländes wurde durch die Schießstände zum Sperrgebiet erklärt. Nach 1990 wurden an den Ortsrändern mehr als 50 Neubauten errichtet.